# Пінськдрев
ЗАТ «Холдингова компанія «Пінськдрев» (біл. ЗАТ «Холдынгавая кампанія «Пінскдрэў») — одне з найбільших деревообробних підприємств Білорусі, засноване в 1880 році. Найстаріше підприємство Пінська, а також найстаріше підприємство деревообробної промисловості в Білорусі.

## Історія
У 1880 році брати Лур'є, капіталіста австро-угорського походження, побудували в Пінську фабрику з виготовлення шевських шпильок, фанери і фанерних ящиків. Через дванадцять років фабрика була переобладнана для виробництва сірників і стала першим подібним виробництвом в місті.
З 1959 року на підприємстві починають випускати меблі. В 1971 на базі Пінського фанерно-сірникового комбінату було створено виробниче деревообробне об'єднання «Пінськдрев». Об'єднання займалося випуском диванів, крісел, ліжок і шкільних меблів.
У 1997 році змінився товарний знак підприємства, на якому доти був зображений палаючий сірник.
25 жовтня 2010 на заводі стався вибух і пожежа, що стало причиною смерті 14 чоловік. За інформацією МНС, пожежу на підприємстві спричинив «вибух відкладень деревного пилу в результаті порушення режиму експлуатації обладнання з виробництва деревно-паливних гранул». Це була найбільша промислова аварія в Білорусі за кілька десятиліть.
5 листопада 2011 в цеху фабрики крісел, що належить холдингу «Пінськдрев», почала тліти електропроводка лакувального верстата, що викликало чергову пожежу. Робітники самостійно покинули небезпечну зону. В результаті пожежі постраждалих не було і технологічний процес порушений не був. До прибуття рятувальників пожежна охорона підприємства ліквідувала пожежу.

## Керівництво
Генеральний директор — Олександр Костянтинович Судник